# 洛克希德星座
洛克希德星座 (英語：Lockheed Constellation），是美國飛機製造商洛克希德公司于1943年至1958年間在加利福尼亞州柏本克生產的四发螺旋桨飞机，共生產856架，大多數配備4具18缸萊特R-3350發動機。该型机曾参加过柏林空運和比夫拉空運。它也是第34任美國總統德懷特·艾森豪的總統座機。

## 操作歷史

### 第二次世界大戰
1943年1月9日，第一架洛克希德星座
隨著第二次世界大戰的爆發，正在生产的环航飛機被轉換為C-69星座軍用運輸機的訂單，其中有202架飛機用於美國陸軍航空队（USAAF）。第一架原型機（民航註冊号NX25600）於1943年1月9日抵达，從伯班克到穆羅克球場進行短暫的试飞。Edmund T.“Eddie”Allen從波音借來的左邊座位上，洛克希德自己的Milo Burcham擔任副駕駛。Rudy Thoren和Kelly Johnson也登上了賽場。
由洛克希德公司研发的L-249是一種遠程轟炸機。它獲得了軍事稱號XB-30，但該飛機沒有研发。一項远程的軍隊運輸机計劃，C-69B（L-349，由泛美在1940年訂購為L-149）被取消。1945年，洛克希德在伯班克工廠建造了一架C-69C（L-549）。
戰爭期間，C-69主要被用于高速長途運輸任务。战时共完成了22架C-69飛機，但並非所有這些飛機都进入军队服役。美國空軍在1945年取消了剩下未完成的订单。然而，一些飛機在1960年代仍留在美國空軍服役中，作為航空公司的客運班机，為軍方人員提供軍用航空運輸服務。這些飛機中至少有一架具有朝後的乘客座位。

### 戰後使用

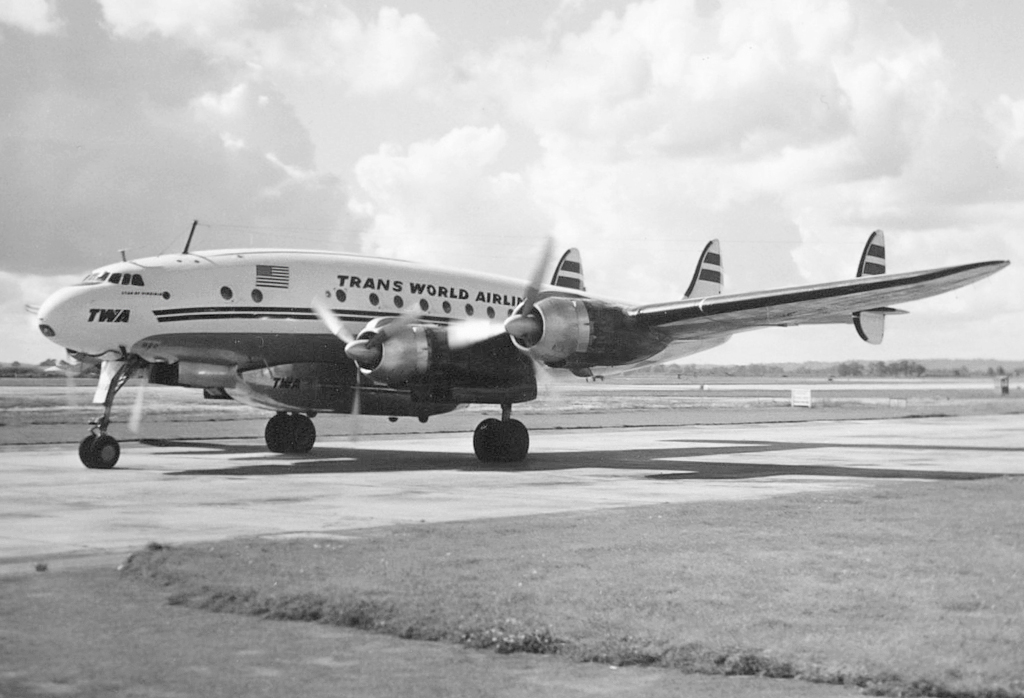
TWA L-749A 1954年希思羅機場的 Constellation 機身下有一個“Speedpack”貨運集裝箱

超級星座（C-121C）在法國Epinal - Mirecourt的飛行員訓練中
第二次世界大戰後，星座成為了一种快速的民用客機。美國陆航将正在生产中的C-69運輸機转为民用客機，环航於1945年10月1日引进第一架此型机。1945年12月3日，第一次跨大西洋航班從華盛頓特區出发，并于12月4日抵達巴黎。
环航的跨大西洋航線（纽约-巴黎）於1946年2月6日开航，由此型机执飞。1947年6月17日，泛美世界航空公司（泛美航空）用他們的L-749 快開啟了首次定期世界範圍的服務。著名的航班“泛美PAN”直到1982年。
作為廣泛使用的第一架加壓式客機，星座式幫助引入了廉价舒适的航空旅行。星座的運營商包括美国的环球航空，東方航空，泛美航空，以及法國航空，英國海外航空公司，荷蘭皇家航空，澳洲航空，德國漢莎航空，伊比利亞航空，巴西泛空航空，葡萄牙，橫貫加拿大航空（後改名為加拿大航空），愛爾蘭航空，VARIG，古巴航空和Línea Aeropostal Venezolana。

## 开创记录
L-1049开創了許多飞行記錄。1944年4月17日，由霍華德·休斯和环球航空總裁傑克·弗萊驾驶的C-69，耗时6小時內57分鐘，以平均每小時331節（533 km/h）的速度，從加州伯班克飞到華盛頓特區（約2300英里（3700 km））。
1957年9月29日，环球航空(TWA)的L-1049A耗时18小時32分鐘，以時速292英里（470公里/小時）的速度從洛杉磯飛往伦敦（大約5,420英里（8,720公里）。L-1049A亦擁有活塞螺旋桨动力客機中最長的不間斷客運航班記錄。
1957年10月1-2日，在環球航空的一次的L-1049航班上，该机在高空停留了23小時19分鐘，当时速度为229節（369km/h）。

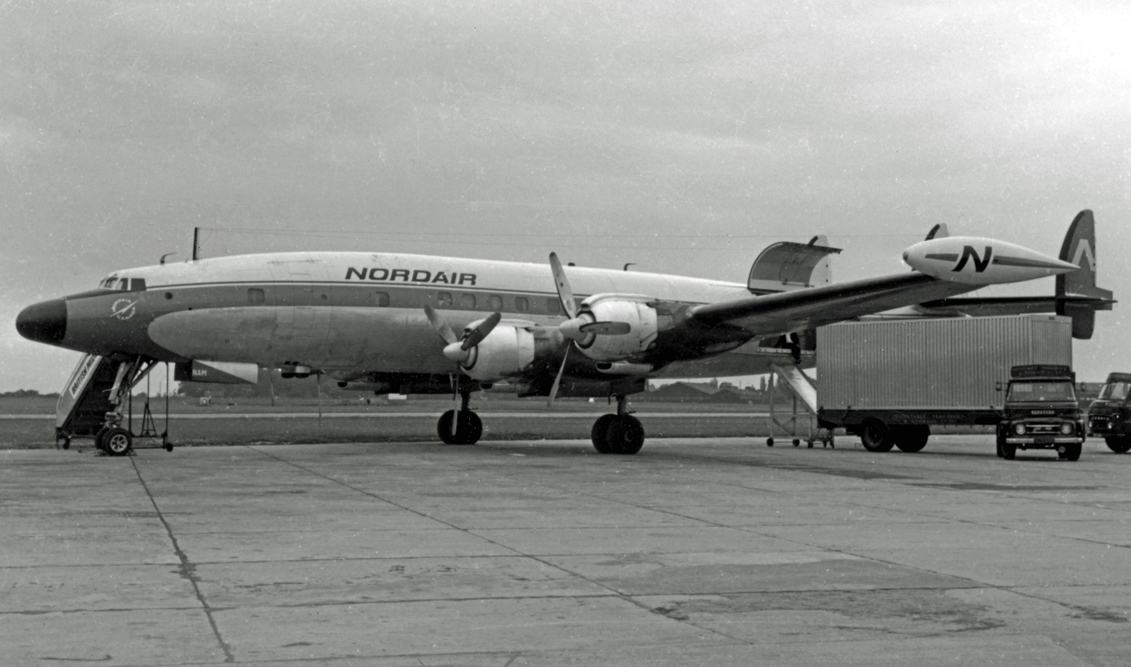
1966年，曼徹斯特機場 的Nordair Canada的L-1049H貨機

在噴氣式客機（如彗星型客機，波音707，道格拉斯DC-8，卡拉維爾客機）出现后，活塞引擎的L-1049显得相對過時,迅速了退出跨大西洋航線。但L-1049仍繼續在美国國內航線服務。而L-1049最後一次的客運航班是1967年5月11日環球航空749號班機從費城飛往密蘇里州堪薩斯城。
L-1049退出大部分客運行列之後大多用于货运，也被東方航空用作紐約、華盛頓、波士頓航線的備用機。直到1968年。許多L-1049仍然在隔夜貨運航班中使用，直到1990年代。
隨著星座式飞机停产，洛克希德選擇不開發噴氣式客機，而是堅持生產L-188伊萊克特拉客機。在1972年L-1011三星式客機首次亮相之前，洛克希德公司沒有製造大型民用客機。由于洛克希德L-1011銷情不佳导致公司嚴重虧損，因此洛克希德公司在1983年撤除了商業客機業務。

## 型號

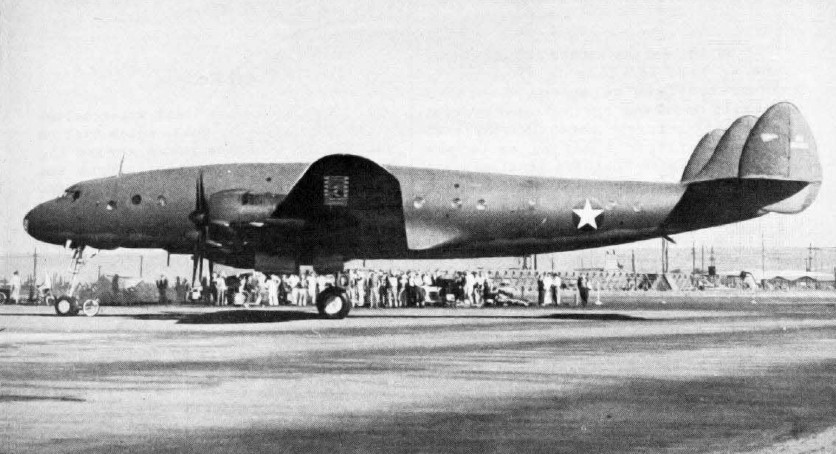
洛克希德星座式最初的軍用版本, 1943

- 最初的軍用版本是洛克希德號L-049 ; 二战結束后，部分转为民用。
- 首先专为民航提供的星座式为引擎功率更強大的L-649，L-749（加大内油携带量的型号）以及L-849（使用R-3350發動機），另有未研发完成的L-949。
- 其次是L-1049超級星座（機身較長），L-1149（使用艾里遜渦輪增压發動機）[8]和L-1249（與L-1149類似，使用了R7V-2 / YC-121F 的机身）。以及未完成的L-1449（将L-1049G的机身拉长55英寸（140 mm），装备新式機翼和引擎）[8]，和L-1549（將L-1449继续延长240 mm）。
- 最後的民用型號是L-1649 Starliner（装备新式機翼，使用L1049G機身）。
- 軍用版本包括C-69和C-121的陸軍航空隊 / 空軍和R7O R7V-1（L-1049B） EC-121 WV-1（L-749A） WV-2（L-1049B）（廣為人知的 威利維克多）以及海軍的 許多變體EC-121名稱

## 使用者

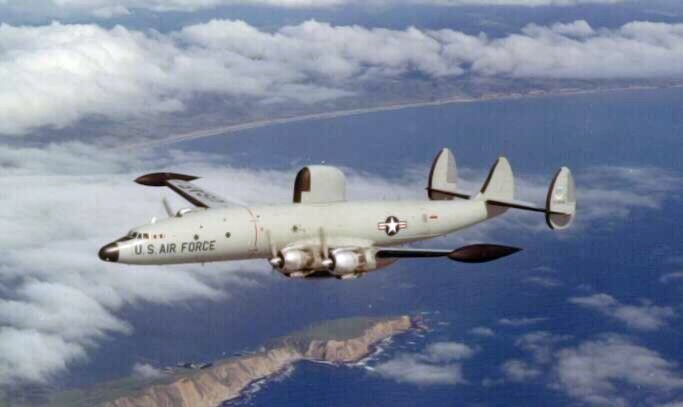
EC-121預警機“警告之星”

- 在第二次世界大戰之後環球航空的最初訂單被填補之後，客戶迅速積累，擁有800多架飛機。在服役期間，美國海軍和空軍在1978年之前一直使用EC-121預警機“警告之星”，直到L-049開始工作近40年。
- 古巴航空是拉丁美洲首家運營超級星座的航空公司。
- 巴基斯坦國際航空公司是第一家運營超級星座從亞洲國家飛航的航空公司。

## 規格
- 机组人员数量：5
- 载客量：62-95人（高密度配置為109人）
- 長度： 116英尺2英寸（35.42M）
- 翼展： 126英尺2英寸（38.47M）
- 高度： 24英尺9英寸（7.54M）
- 翼面積：1654平方呎（153.7M2）
- 空重： 79,700磅（36,150 KG）
- 商载： 65,300磅（29,620 KG）
- 最大起飛重量： 137,500磅（62,370 KG）
- 引擎： 4× 怀特R-3350-DA3 18缸發動機，每台3250馬力（2,424 KW）

## 性能
- 最大速度： 377英里/小時（327 kn，607 km / h）
- 巡航速度： 340英里/小時（295 kn，547 km / h）
- 失速速度： 100英里/小時（87 kn，160 km / h）
- 最大航程： 5,400英里（4,700 mi，8,700 km）
- 实用升限： 24,000英尺（7620 M）
- 爬升速度： 1,620英尺/分鐘（8.23 m/s）
- 翼載荷： 87.7磅/平方呎（429 kg/m 2）
- 功重比： 0.094 hp / lb（0.155 W / kg）

## 事故
- 1949年法國航空星座式客機空難
- 1956年大峽谷空中相撞事件
- EC-121擊落事件

## 相關条目
- 波音377
- 道格拉斯DC-4E
- 道格拉斯DC-6
- 道格拉斯DC-7